# Asunción Tlacolulita
Asunción Tlacolulita est une municipalité et une ville de l'État de Oaxaca, au Mexique. La municipalité couvre une superficie de 244,96 km2 et compte 758 habitants en 2015.